# Дејан Томашевић
Дејан Томашевић (Београд, 6. мај 1973) је бивши српски кошаркаш. Играо је на позицији центра.

## Лични живот
Рођен је од оца Драгомира и мајке Бранке. Ожењен је Јеленом са којом има децу Маринка, Мању, Миу и Матију.
Постао је члан Српске напредне странке у мају 2023. године.

## Клупска каријера
Томашевић је професионалну кошаркашку каријеру почео у Борцу 1990. Наредне године је прешао у Црвену звезду, у којој је остао до 1995. Са Црвеном звездом је освојио два првенства Југославије. Томашевић је каријеру 1995. наставио у Партизану, са којим је освојио првенства 1996. и 1997. и куп 1999. и играо на фајнал-фору Евролиге. У сезони 1997/98. проглашен је за најкориснијег играча првенства. Године 1999. је прешао у Будућност и са њом освојио првенства 2000. и 2001. и куп 2001. У сезони 2000/01. проглашен је за најкориснијег играча Евролиге.
Каријеру је 2001. наставио у Тау Виторији и освојио Куп Шпаније. Године 2002. је прешао у Памесу, са којом је 2003. освојио УЛЕБ куп. Томашевић је 2005. прешао у грчки Панатинаикос. Са Панатинаикосом је освојио две дупле круне 2006. и 2007. и Евролигу 2007. Своју последњу сезону је одиграо у ПАОК-у, након чега се пензионисао 2009. године.

## Репрезентација
Са репрезентацијом Југославије освојио је три Европска првенства у кошарци (1995, 1997. и 2001), два Светска првенства (1998. и 2002) и сребрну медаљу на Олимпијским играма 1996. Уз Дејана Бодирогу представља најтрофејнијег кошаркаша у репрезентацији након распада СФРЈ.

## Успеси

### Клупски
- Црвена звезда :
  - Првенство СР Југославије (2) : 1992/93, 1993/94.
- Партизан :
  - Првенство СР Југославије (2) : 1995/96, 1996/97.
  - Куп СР Југославије (1) : 1998/99.
- Будућност :
  - Првенство СР Југославије (2) : 1999/00, 2000/01.
  - Куп СР Југославије (1) : 2000/01.
- Саски Басконија :
  - Првенство Шпаније (1) : 2001/02.
  - Куп Шпаније (1) : 2002.
- Валенсија :
  - УЛЕБ куп (1) : 2002/03.
- Панатинаикос:
  - Евролига (1): 2006/07.
  - Првенство Грчке (2): 2005/06, 2006/07.
  - Куп Грчке (3): 2006, 2007, 2008.

### Појединачни
- Најкориснији играч Евролиге (1): 2000/01.
- Идеални тим Евролиге - прва постава (2): 2000/01, 2001/02.
- Најкориснији играч финала УЛЕБ купа (1): 2002/03.
- Најкориснији играч Првенства СР Југославије (1): 1997/98.
- Најкориснији играч финала Купа СР Југославије (1): 2000/01.
- Најкориснији играч финала Купа Шпаније (1): 2001/02.
- Учесник Ол-стар утакмице Првенства СР Југославије (2): 1999, 2000.

### Репрезентативни
- Европско првенство:  1995.
- Летње олимпијске игре:  1996.
- Европско првенство:  1997.
- Светско првенство:  1998.
- Европско првенство:  1999.
- Европско првенство:  2001.
- Светско првенство:  2002.